# Перхлорат иода(III)
Перхлорат иода(III) — неорганическое соединение
иода и хлорной кислоты с формулой I(ClO4)3,
бесцветные (белые) кристаллы,
образует кристаллогидрат,
разлагается при комнатной температуре.

## Получение
- Реакция иода и перхлората хлора в вакууме:

{\displaystyle {\mathsf {I_{2}+6ClOClO_{3}\ {\xrightarrow {-50^{o}C}}\ 2I(ClO_{4})_{3}+3Cl_{2}\uparrow }}}
- Реакция иода и перхлората серебра в эфире:

{\displaystyle {\mathsf {I_{2}+2AgClO_{3}\ {\xrightarrow {-85^{o}C}}\ AgI+AgCl_{4}\cdot IClO_{4}}}}
{\displaystyle {\mathsf {AgCl_{4}\cdot IClO_{4}+IClO_{4}\ {\xrightarrow {-85^{o}C}}\ AgI+I(ClO_{4})_{3}}}}
- Обработка озоном раствора йода в холодной безводной хлорной кислоте:

{\displaystyle {\mathsf {I_{2}+O_{3}+6HClO_{4}\ {\xrightarrow {-50^{o}C}}\ 2I(ClO_{4})_{3}+3H_{2}O}}}

## Физические свойства
Перхлорат иода(III) образует бесцветные (белые) кристаллы,
устойчивые при -45°С.
Образует кристаллогидрат состава I(ClO4)3•2H2O — жёлто-зелёные кристаллы.
Разлагается при комнатной температуре.
Взрывоопасен даже при низких температурах.

## Химические свойства
- Разлагается при комнатной температуре с выделением оксидов хлора Cl2O7, Cl2O6. Остаётся твёрдое вещество, содержащее IO2(ClO4) и I2O5.